# سيليفيا حاييم
سيليفيا حاييم (سليفيا حاييم خضوري) المعروفة بعد زواجها باسم سيلفيا كيدوري، وُلدت في 19 ديسمبر 1925 في بغداد، وتوفيت في 24 أكتوبر 2016 في لندن. هي مؤرخة وباحثة عراقية يهودية متخصصة في تاريخ الشرق الأوسط، وواحدة من أبرز المحررات في مجلة دراسات الشرق الأوسط (Middle Eastern Studies). اشتهرت بدراساتها حول القومية العربية والسياسة في العالم العربي، كما لعبت دوراً مهماً في الحفاظ على إرث زوجها المؤرخ إيلي كيدوري ونشر أعماله بعد وفاته.

## النشأة والتعليم
وُلدت سيليفيا في بغداد لعائلة يهودية معروفة، وتلقت تعليمها المبكر في مدرسة الاتحاد الإسرائيلي العالمي، وهي مؤسسة تعليمية فرنسية لليهود الشرقيين، ثم التحقت ب كلية شماش التي كانت من أبرز المدارس اليهودية في العراق.
خلال فترة دراستها الثانوية تعرّفت على الطالب الشاب إيلي كيدوري، الذي أصبح لاحقاً زوجها وزميلها في العمل الأكاديمي. في أواخر الأربعينيات غادرت العراق متجهة إلى المملكة المتحدة، حيث التحقت بجامعة إدنبرة لدراسة الفلسفة ، ما منحها فرصة للاندماج في الوسط الأكاديمي البريطاني.

## المسيرة الأكاديمية
بدأت سيليفيا حياتها الأكاديمية بالبحث في موضوعات القومية العربية والسياسة المقارنة في الشرق الأوسط. تميزت أبحاثها بالتركيز على الوثائق التاريخية والتحليل النقدي للأحداث السياسية، خصوصاً في العراق ومصر وفلسطين.
بعد وفاة زوجها إيلي كيدوري عام 1992، تولت رئاسة تحرير مجلة Middle Eastern Studies، التي أسسها هو، واستمرت في تطويرها كمجلة أكاديمية مرجعية في مجال دراسات الشرق الأوسط.

## مجالات البحث
تنوعت اهتمامات سيليفيا البحثية، وشملت:
- الفكر القومي العربي وأبرز منظريه.
- التحولات السياسية والاجتماعية في مصر والعراق والمشرق العربي.
- قضايا المرأة العربية والتعليم والقانون الإسلامي.
- العلاقة بين الصهيونية والعروبة في فلسطين وإسرائيل.
- التاريخ الاقتصادي للشرق الأوسط في القرنين التاسع عشر والعشرين.

## مؤلفاتها
أصدرت سيليفيا عدداً من المؤلفات المهمة، من أبرزها:
1.القومية العربية: مختارات (Arab Nationalism: An Anthology)، 1962 – جامعة كاليفورنيا، لوس أنجلوس.
2.مصر الحديثة: دراسات في السياسة والمجتمع** (*Modern Egypt: Studies in Politics and Society*) – بالاشتراك مع إيلي كيدوري.
3. **الصهيونية والعروبة في فلسطين وإسرائيل** (*Zionism and Arabism in Palestine and Israel*) – بالاشتراك مع إيلي كيدوري.
4. **مقالات في التاريخ الاقتصادي للشرق الأوسط** (*Essays on the Economic History of the Middle East*) – بالاشتراك مع إيلي كيدوري.
5. **فلسطين وإسرائيل في القرنين التاسع عشر والعشرين** (*Palestine and Israel in the 19th and 20th Centuries*).

## الإرث الأكاديمي
لا يقتصر إرث سيليفيا على مؤلفاتها الشخصية، بل يمتد إلى دورها كمحررة ومشرفة على نشر أعمال زوجها وإدارة مجلة *Middle Eastern Studies*، ما جعلها شخصية مؤثرة في الأوساط الأكاديمية المتخصصة في شؤون الشرق الأوسط.
كما يُحتفظ بجزء من أوراقها البحثية ومراسلاتها الأكاديمية في أرشيف "أوراق كيدوري" بجامعة سانت أندروز في اسكتلندا.

## الوفاة
توفيت سيليفيا كيدوري في لندن يوم 24 أكتوبر 2016 عن عمر ناهز 90 عاماً، بعد حياة حافلة بالبحث العلمي والعمل الأكاديمي.